# インソムニアック
『インソムニアック』 (Insomniac) は、アメリカのロックバンド、グリーン・デイのアルバム。グリーン・デイにとっては、通算では4枚目のアルバム作品。1995年10月10日に発売され、アメリカのビルボード200チャートでは、前作『ドゥーキー』と同じ2位となり、『ドゥーキー』、『アメリカン・イディオット』に次ぐ700万枚のセールスを持つ。
「ギークはパンク・ロッカー」、「スタック・ウィズ・ミー」、「ブレイン・シチュー」、「ジェイディッド」、「ウォーキング・コントラディクション」の5曲がシングルカットされた。その際、ブレイン・シチューとジェイディッドは同じシングル盤に収録されて発売された。
アルバム・タイトルは、不眠症の人をさす英単語である。

## 収録曲
作詞はビリー・ジョー・アームストロング。作曲はグリーン・デイ。ただし、"パニック・ソング"は作詞マイク・ダーント、ビリー・ジョー・アームストロング、作曲グリーン・デイのクレジット。
1. アルマタージュ・シャンクス - "Armatage Shanks" - 2:17
2. ブラット - "Brat" - 1:43
3. スタック・ウィズ・ミー - "Stuck with Me" - 2:16
4. ギークはパンク・ロッカー - "Geek Stink Breath" - 2:15
5. ノー・プライド - "No Pride" - 2:20
6. バブス・ウヴラ・フー? - "Bab's Uvula Who?" - 2:07
7. 86 - "86" - 2:48
8. パニック・ソング - "Panic Song" - 3:38
9. スチュアート・アンド・ジ・アヴェニュー - "Stuart and the Ave." - 2:04
10. ブレイン・シチュー - "Brain Stew" - 3:13
11. ジェイディッド - "Jaded" - 1:30
12. ウェストバウンド・サイン - "Westbound Sign" - 2:13
13. タイト・ワド・ヒル - "Tight Wad Hill" - 2:01
14. ウォーキング・コントラディクション - "Walking Contradiction" - 2:31

## クレジット
- ビリー・ジョー・アームストロング - ボーカル、ギター
- マイク・ダーント - ベースギター、コーラス
- トレ・クール - ドラム
- ロブ・キャヴァロ、グリーン・デイ - プロデューサー
- ジェリ・フィン - ミックス
- ケヴィン・アーミー - エンジニア
- ウィストン・スミス -  カバー